# Лирохвостый ласточковый козодой
Лирохвостый ласточковый козодой (лат. Uropsalis lyra) — вид птиц из семейства настоящих козодоев. Обитают в Аргентине, Боливии, Колумбии, Эквадоре, Перу и Венесуэле. Естественной средой обитания этих птиц являются субтропические или тропические влажные горные леса.
МСОП присвоил виду охранный статус LC.

## Описание
Самец 76 см длиной, самка 25 см.
У самцов серая голова с чёрными пятнами, рыжая спина, живот от охры до пёстрого коричнево-чёрного цвета, чёрные крылья с рюшами-решетками. Хвост рыжий с чёрными полосами у основания, очень длинными наружными перьями длиной до 66 см, с чёрно-белым кончиком.
У самок чёрная корона с оборками и чёрный хвост с красноватыми полосками, без удлинённых перьев.